# Jæren

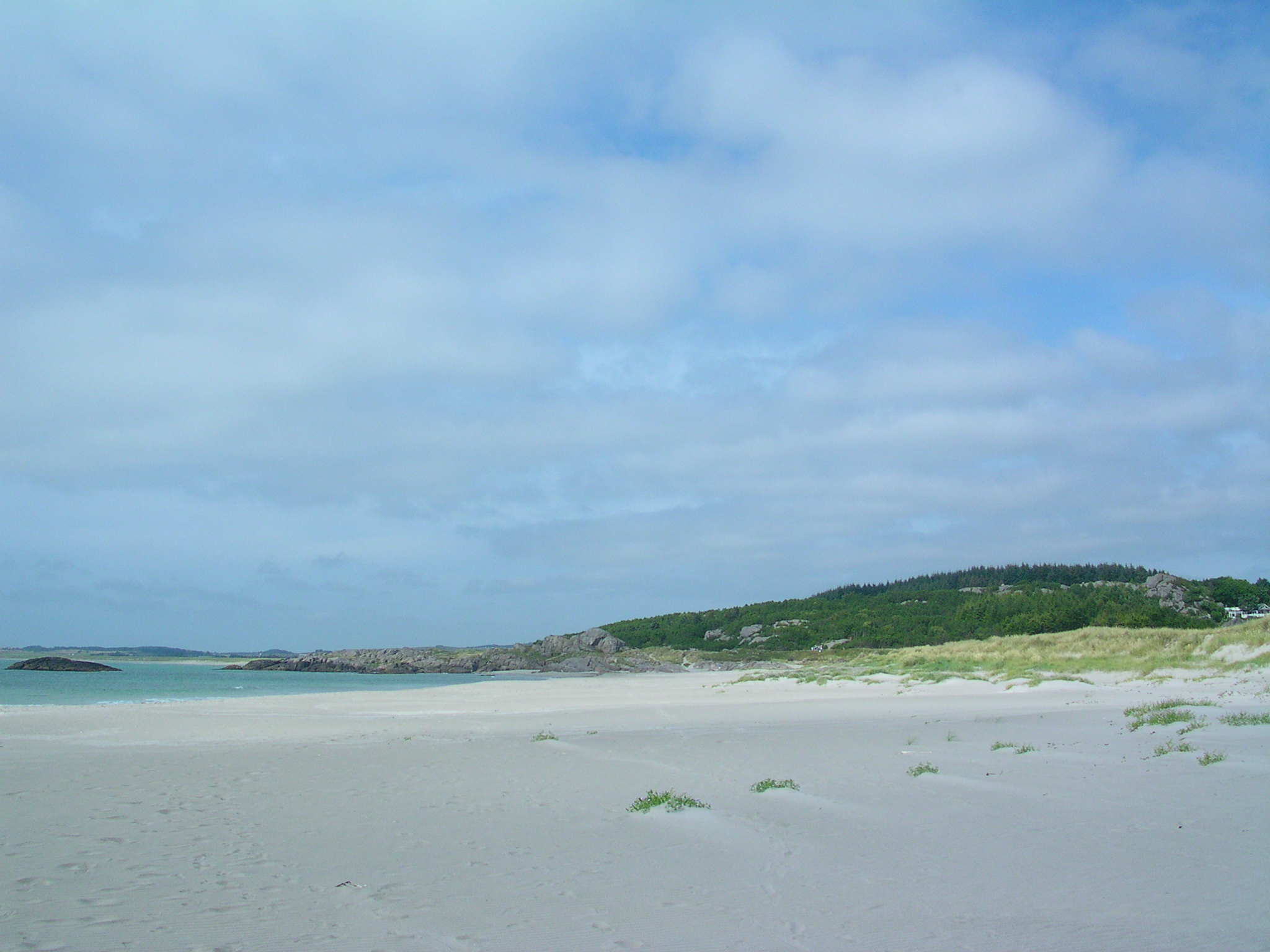
A Jærenre nagyon jellemző homokos part Ogna közelében.

Jæren történelmi régió Norvégiában, amely mintegy 65 kilométer hosszan az ország délnyugati tengerpartja mentén terül el. 
A Bokna-fjordtól délre, Dalane régiótól északnyugatra terül el Rogaland megyében (norvégül fylke).
Területe 1070 km², népessége mintegy 260 000. 
Gyakran Nord-Jæren (Észak-Jæren) és Sør-Jæren (Dél-Jæren) részekre bontják. A déli részben találhatók Klepp, Time és Hå községek (550 km², mintegy 48 135 lakos), az északi rész Randaberg, Stavanger, Sola és Sandnes községekből áll (464 km², mintegy 216 984 lakos).
Høg-Jæren egy olyan, környezeténél magasabban fekvő vidék, amelyhez Bjerkreim és Gjesdal községek tartoznak. Ha hozzászámítjuk Jærenhez, Jæren régió népessége meghaladja a 276 000-et. 
Jæren Norvégia legnagyobb alacsony fekvésű síksága. Partvonala többnyire nagyon lapályos és homokos partok vonulnak végig rajta. A régió egyike Norvégia legfontosabb mezőgazdasági vidékeinek, viszonylag hosszú termőidőszakkal, változatos és fejlett állattenyésztéssel. A régió ipara is szorosan a mezőgazdasághoz kötődik. Time és Klepp községek területén van a világ egyik legnagyobb mezőgazdasági gép gyártója, a Kverneland központja.
Jærenben nőtt fel Arne Garborg költő és író, aki a 19. század fordulóján számos művében örökítette meg a vidéket és lakóit.

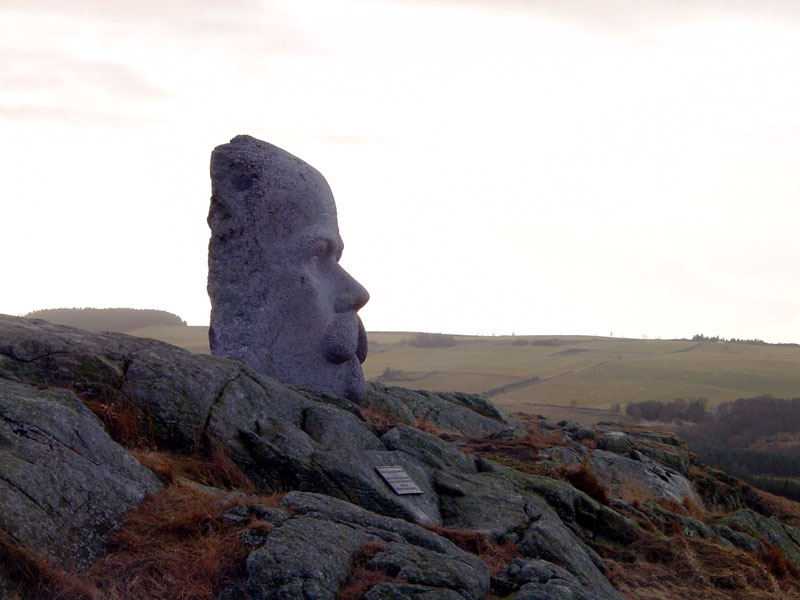
A szárazföld belseje felé haladva a síkság sziklás vidékbe megy át. Arne Garborg költő szobra nyárilakja, Knudaheio mellett.

## Neve
A név óészaki alakja Jaðarr. Ennek alakja azonos a „szegély, perem” jelentésű jaðarr szóval. Norvégiában mintegy 30 birtok viseli ezt a nevet.

## Külső hivatkozások
- Nordsjøvegen 2003 (Explore Fjord Norway)
- Reisemål Jæren (norvégül)

## Fordítás
- Ez a szócikk részben vagy egészben  a   Jæren című angol Wikipédia-szócikk ezen változatának fordításán alapul.  Az eredeti cikk szerkesztőit annak laptörténete sorolja fel. Ez a jelzés csupán a megfogalmazás eredetét és a szerzői jogokat jelzi, nem szolgál a cikkben szereplő információk forrásmegjelöléseként.